# Компактная галактика

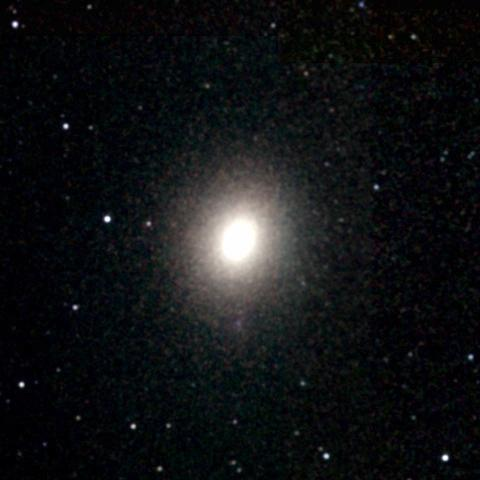
Галактика М 32

Компактная галактика — далёкая галактика, которая на звёздном небе похожа на обычные звёзды. Этот объект с высокой яркостью поверхности, который имеет большое красное смещение, что свидетельствует о значительном расстоянии до него. Крупнейшие галактики из-за своей яркости могут превышать в сотни раз яркость сверхгигантских галактик, имея голубой цвет. В большинстве из них обнаружено радиоизлучение не теплового происхождения. Согласно теории астронома И. Шкловского, такое излучение возникает впоследствии торможения в магнитном поле электронов и более тяжёлых заряженных частиц. Эти частицы должны двигаться со скоростями, близкими к скорости света. Такие скорости развиваются в результате значительных взрывов в галактике.
Группа учёных Франции, США и Чили опубликовала в журнале «The Astrophysical Journal» за январь 2001 г. результаты исследований, исходя из которых спиральные галактики, и, в частности, наша, образовались из компактных галактик. В основу этой гипотезы легли те факты, что спектры далёких ярких компактных галактик очень похожи на спектры ядер спиральных галактик. По мнению учёных, современные компактные галактики также могут когда-нибудь эволюционировать в спиральные.
Существование галактик такого типа ещё до их открытия предвидел швейцарский астрофизик Фриц Цвикки. Ближайшая к нам компактная галактика — М 32. Компактные галактики распределяются по типу спектра излучения: от голубых до инфракрасных.